# Азизов, Мехман Акиф оглы
Мехма́н Аки́ф оглы́ Ази́зов (азерб. Mehman Akif Əzizov; 1 января 1976, Баку) — азербайджанский дзюдоист полусредней весовой категории и тренер, выступал за сборную Азербайджана в конце 1990-х и на всём протяжении 2000-х годов. Участник трёх летних Олимпийских игр, обладатель серебряной медали чемпионата Европы, серебряный призёр летней Универсиады в Пекине, победитель многих турниров национального и международного значения. Помощник главного тренера сборной Азербайджана по дзюдо.

## Биография
Мехман Азизов родился 1 января 1976 года в городе Баку Азербайджанской ССР. Окончил среднюю общеобразовательную школу № 242 Низаминского района. Когда Азизов учился В 4-м классе, к ним в класс пришел тренер по дзюдо Адиль Алиев из спортклуба «Локомотив» и предложил им заняться дзюдо. Вскоре Азизов стал единственным из их класса, который продолжал заниматься этим видом спорта и после окончания школы в спортклубе «Локомотив». После окончания школы Азизов поступил в Институт физической культуры (ныне — Азербайджанская государственная академия физкультуры и спорта).
Впервые заявил о себе в сезоне 1996 года, став бронзовым призёром юниорского чемпионата Европы в Монте-Карло. Год спустя получил бронзу на международном турнире в Тбилиси, выступил на европейском первенстве в бельгийском Остенде и на мировом первенстве в Париже, где сумел дойти только до стадии 1/16 финала.
Первого серьёзного успеха на взрослом международном уровне добился в 1998 году, когда попал в основной состав азербайджанской национальной сборной и побывал на чемпионате Европы в Овьедо, откуда привёз награду серебряного достоинства, выигранную в полусредней весовой категории — в решающем поединке потерпел поражение от венгра Берталана Хайтоша. В следующем сезоне занял третье место на международном турнире класса «А» в Минске, выступил на европейском первенстве в Братиславе и на мировом первенстве в Бирмингеме, однако в число призёров на этих турнирах не попал. В 2000 году одержал победу на трёх этапах Кубка мира и благодаря череде удачных выступлений удостоился права защищать честь страны на летних Олимпийских играх в Сиднее — уже в стартовом поединке был побеждён аргентинцем Дарио Гарсией и выбыл таким образом из борьбы за медали.
Будучи студентом, в 2001 году Азизов отправился представлять страну на Универсиаде в Пекине, где впоследствии стал серебряным призёром, проиграв только корейцу Квон Ён У в финале. Также боролся на чемпионате Европы, дошёл до четвертьфинала, где проиграл россиянину Лаши Пипии. Через год получил бронзу на международном турнире класса «А» в Минске и занял седьмое место на Кубке Дзигоро Кано в Токио. В 2003 году стал серебряным призёром на этапе Кубка мира в Таллинне и выступил на чемпионате Европы в Дюссельдорфе, где в 1/8 финала потерпел поражение от итальянца Роберто Мелони. Позже одержал победу на этапе мирового кубка в Роттердаме, занял пятое место на европейском первенстве в Бухаресте и на Олимпийских играх в Афинах — взял здесь верх над первыми двумя соперниками, однако в четвертьфинале потерпел поражение от поляка Роберта Кравчика (в утешительной встрече за третье место проиграл российскому дзюдоисту Дмитрию Носову, который вышел на этот поединок с сильно повреждённой рукой, а Азизов — со смещённым позвоночником).

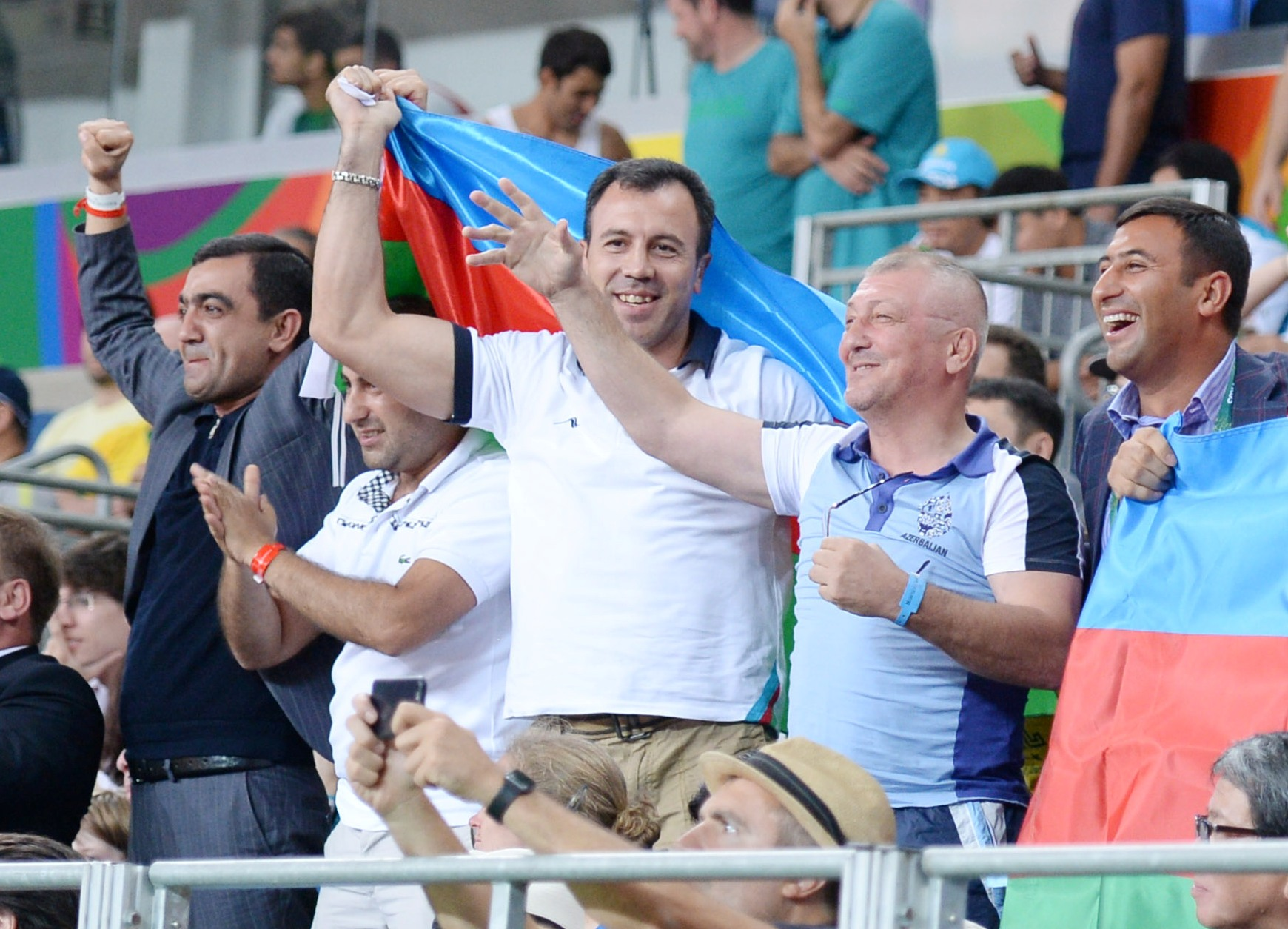
Азизов на Олимпийских играх 2016

После афинской Олимпиады Азизов остался в основном составе азербайджанской национальной сборной и продолжил принимать участие в крупнейших международных турнирах. Так, в 2005 году он стал чемпионом Азербайджана в полусреднем весе, а в 2006-м добавил в послужной список золотые медали, полученные на этапах Кубка мира в Роттердаме и Баку, тогда как на чемпионате Европы в финском Тампере дошёл только до 1/8 финала. В 2007 году на европейском первенстве в Белграде и на мировом первенстве в Рио-де-Жанейро остановился на стадиях 1/4 и 1/8 финала соответственно, при этом на этапе Кубка мира в Риме взял верх над всеми оппонентами и завоевал тем самым золотую награду. Представлял страну на Олимпиаде в Пекине, тем не менее, проиграл здесь оба своих поединка, в стартовой встрече уступил немцу Оле Бишофу, который в итоге стал победителем олимпийского турнира, в то время как в утешительных встречах за третье место не смог пройти американца Трэвиса Стивенса. Вскоре по окончании этих соревнований принял решение завершить карьеру профессионального спортсмена.
Мехман Азизов стал слушателем Полицейской академии, а затем — майором полиции городского отдела. Вскоре Азизов был назначен тренером сборной команды Азербайджана по дзюдо. Так, в 2013 году он официально стал тренером юниорской сборной Азербайджана по дзюдо, а в начале 2015 года — тренером взрослой сборной страны. На начало 2018 года он — помощник главного тренера сборной Азербайджана по дзюдо.